# Salto do Lontra
Salto do Lontra é um município brasileiro do estado do Paraná. Sua população, conforme estimativas do IBGE de 2018, era de 14 695 habitantes.

## Etimologia
A origem do nome Salto do Lontra surgiu devido à existência de muitas lontras num rio perto da vila, e a existência de salto que recebeu este nome.[carece de fontes?]

## História
Em 1951 surgiram, na região, as primeiras famílias que iniciaram a colonização e a fundação da vila. Nicolau Inácio e sua família, cuja avenida principal leva seu nome, foram os primeiros colonizadores, quando iniciaram a abertura do espaço que viria a ser a sede do futuro município.[carece de fontes?]
Nicolau Inácio, juntamente com Benjamim Baggio e Estevão Dorigon, ergueram, em 1952, a primeira capela, denominada Nossa Senhora Aparecida, feita de madeira lascada. Como não havia escola no local, funcionava também como sala de aula, tendo como primeira professora a Senhora Irondina Piazza Wobeto, juntamente com o Senhor Antonio Peron.[carece de fontes?]
Logo em seguida, descendentes de alemães, italianos e poloneses, vindos do Rio Grande do Sul e Santa Catarina, começaram a povoar a localidade. Essas famílias trouxeram consigo suas culturas e tradições.[carece de fontes?]
Com o crescente desenvolvimento, alguns conflitos de terra foram verificados, quando as empresas CANGO (Colônia Nacional de General Osório) e a CITLA (Clevelândia Industrial e Territorial Ltda.) entraram em disputa por áreas. Como consequência imediata, muitos habitantes da vila foram obrigados a deixar suas terras e migrar para outras regiões. Os conflitos só tiveram fim em 1957 com a chamada "Revolução dos Colonos".[carece de fontes?]
Em 1961, de acordo com a Lei nº 92 de agosto do mesmo ano, a vila de Salto do Lontra foi elevada à categoria de Distrito, pertencente á Francisco Beltrão. Três anos depois, foi elevada à categoria de Município pela Lei nº 4.823 de 18 de fevereiro de 1964. A instalação ocorreu dia 13 de dezembro do mesmo ano, data em que foi empossada a primeira Câmara Municipal e o primeiro prefeito eleito, Wilson José da Silva Nunes. Em 1986, Salto do Lontra foi elevada a comarca, criada pela lei municipal 8.280/86.[carece de fontes?]

## Geografia
Sua área total é de aproximadamente 313km². A parte inserida nos limites do perímetro urbano totaliza aproximadamente 2,9km² o que corresponde a aproximadamente, 1% do total do território municipal abrigando, em 2000, segundo dados do IBGE, a menor parte da população, 5.602 habitantes, 44% do total do município.[carece de fontes?]
Sua área rural é de 310,1km², o que representam os outros 99% da área municipal total, abrigando os outros 56% da população, correspondendo a 7.155 habitantes.[carece de fontes?]

## Infraestrutura

### Transporte
O município está servido apenas de rodovias, as quais são estaduais e municipais. É cortado pela PR-281, que liga o município a Capanema e Realeza, no sentido oeste, e a Dois Vizinhos e Curitiba, no sentido leste, e pela PR-471, que liga o município a Nova Prata do Iguaçu no sentido norte e a Nova Esperança do Sudoeste, sentido sul.